# Donji Škrnik
Donji Škrnik est un village de la municipalité de Kumrovec (comitat de Krapina-Zagorje) en Croatie. Au recensement de 2011, le village comptait 169 habitants.